# (26629) Zahller
(26629) Zahller es un asteroide perteneciente al cinturón de asteroides, descubierto el 12 de abril de 2000 por C. B. Luginbuhl desde el Observatorio Naval de los Estados Unidos en Washington.

## Designación y nombre
Designado provisionalmente como 2000 GZ132. Este planeta menor rinde homenaje a la madre del descubridor, Cordelia Zahller Luginbuhl (1927-2001), y a la familia Zahller. Esta familia se estableció en los EE. UU. en 1791 por su tatarabuelo Joseph Zahller (nacido en 1758) cuando emigró del Cantón de Berna, Suiza, para establecerse en el condado de Butler, Pensilvania.

## Características orbitales
Zahller está situado a una distancia media del Sol de 2,672 ua, pudiendo alejarse hasta 2,969 ua y acercarse hasta 2,375 ua. Su excentricidad es 0,111 y la inclinación orbital 11,322 grados. Emplea 1595,06 días en completar una órbita alrededor del Sol.
Pertenece a la familia de asteroides de (15) Eunomia.

## Características físicas
La magnitud absoluta de Zahller es 13,98. Tiene 4,986 km de diámetro y su albedo se estima en 0,235.